# Conus litteratus
Espèce
Statut de conservation UICN

 LC  : Préoccupation mineure
Conus litteratus est une espèce de mollusque gastéropode marin de la famille des Conidae.

## Historique
Il est décrit par Carl von Linné en 1758.

## Description
Il se caractérise par une spire plus ou moins basse. L'arête de l'épaulement est lisse avec un replat subconcave. Présence d'un sillon anal, de taches noires variables et de bandes jaune foncé. La taille maximum est de 12 cm.

## Répartition
Océans Indien et Pacifique occidental (récif Michaelmas, Queensland).